# Turniej o Brązowy Kask 2020
Turniej o Brązowy Kask 2020 – 44. edycja turnieju, corocznie organizowanego przez PZMot. Rozegrano trzy turnieje eliminacyjne oraz finał, który odbył się 16 września 2020 roku w Ostrowie Wielkopolskim oraz zwyciężył Mateusz Cierniak.

## Wyniki
- Ostrów Wielkopolski, 16 września 2020
- Sędzia: Tomasz Fiałkowski
- NCD: Sebastian Szostak – 65,26 w wyścigu 5

| Msc. | Zawodnik             | Klub        | Pkt  |             |  |
| ---- | -------------------- | ----------- | ---- | ----------- |  |
| 1    | Mateusz Cierniak     | Tarnów      | 14   | (3,3,3,3,2) |  |
| 2    | Sebastian Szostak    | Ostrów Wlkp | 13   | (3,3,2,2,3) |  |
| 3    | Jakub Miśkowiak      | Częstochowa | 12+3 | (0,3,3,3,3) |  |
| 4    | Mateusz Świdnicki    | Częstochowa | 12+2 | (3,3,1,2,3) |  |
| 5    | Michał Curzytek      | Wrocław     | 10   | (1,1,3,3,2) |  |
| 6    | Bartłomiej Kowalski  | Częstochowa | 8    | (3,2,1,2,0) |  |
| 7    | Denis Zieliński      | Grudziądz   | 8    | (2,2,0,1,3) |  |
| 8    | Kacper Grzelak       | Ostrów Wlkp | 7    | (2,1,0,3,1) |  |
| 9    | Krzysztof Sadurski   | Leszno      | 7    | (2,2,0,2,1) |  |
| 10   | Damian Lotarski      | Grudziądz   | 6    | (1,1,3,0,1) |  |
| 11   | Kacper Pludra        | Leszno      | 6    | (2,1,1,0,2) |  |
| 12   | Alan Szczotka        | Gdańsk      | 5    | (1,0,2,1,1) |  |
| 13   | Kacper Łobodziński   | Grudziądz   | 4    | (0,0,2,0,2) |  |
| 14   | Karol Żupiński       | Gdańsk      | 2    | (w,0,2,-,-) |  |
| 15   | Mateusz Majcher      | Rzeszów     | 2    | (w,2,w,w,-) |  |
| 16   | Przemysław Konieczny | Tarnów      | 2    | (0,0,1,1,0) |  |
| 17   | Jakub Krawczyk       | Ostrów Wlkp | 2    | (1,0,1,0,d) |  |
| 18   | Kamil Marciniec      | Toruń       |      | (ns)        |  |

Bieg po biegu
1. [67,78] Szostak, Zieliński, Szczotka, Konieczny
2. [66,44] Świdnicki, Grzelak, Curzytek, Łobodziński
3. [66,56] Kowalski, Sadurski, Lotarski, Żupiński (w/u)
4. [65,31] Cierniak, Pludra, Krawczyk (Majcher – w/2min), Miśkowiak
5. [65,26] Szostak, Majcher, Lotarski, Łobodziński
6. [65,43] Świdnicki, Kowalski, Pludra, Konieczny
7. [65,62] Cierniak, Sadurski, Curzytek, Szczotka
8. [65,70] Miśkowiak, Zieliński, Grzelak, Żupiński
9. [65,28] Miśkowiak, Szostak, Świdnicki, Sadurski
10. [65,93] Cierniak, Żupiński, Konieczny, Krawczyk
11. [68,68] Lotarski, Szczotka, Pludra, Grzelak
12. [66,67] Curzytek, Łobodziński, Kowalski, Zieliński
13. [66,25] Curzytek, Szostak, Krawczyk, Pludra
14. [66,06] Grzelak, Sadurski, Konieczny, Majcher (w/u)
15. [65,29] Miśkowiak, Kowalski, Szczotka, Łobodziński
16. [66,04] Cierniak, Świdnicki, Zieliński, Lotarski
17. [65,48] Szostak, Cierniak, Grzelak, Kowalski
18. [65,32] Miśkowiak, Curzytek, Lotarski, Konieczny
19. [66,42] Świdnicki, Łobodziński, Szczotka, Krawczyk
20. [66,91] Zieliński, Pludra, Sadurski, Krawczyk (d/st)

### Bieg dodatkowy o 3. miejsce
1. [65,36] Miśkowiak, Świdnicki